# Neftalí Feliz
Neftalí Feliz (Azua de Compostela, 2 maggio 1988) è un giocatore di baseball dominicano.

## Carriera

### Minor League (MiLB)
Feliz firmò nel giugno 2005 un contratto come free agent internazionale con gli Atlanta Braves. Iniziò a giocare nel 2006 nella classe Rookie.
Il 31 luglio 2007, i Braves scambiarono Feliz, Beau Jones, Elvis Andrus, Matt Harrison e Jarrod Saltalamacchia con i Texas Rangers per Ron Mahay e Mark Teixeira. Durante la stagione 2007 partecipò sia alla classe Rookie che alla classe A-breve.
Nel 2008 partecipò al campionato della classe A e della Doppia-A.

### Major League (MLB)

#### Texas Rangers (2009-2015)

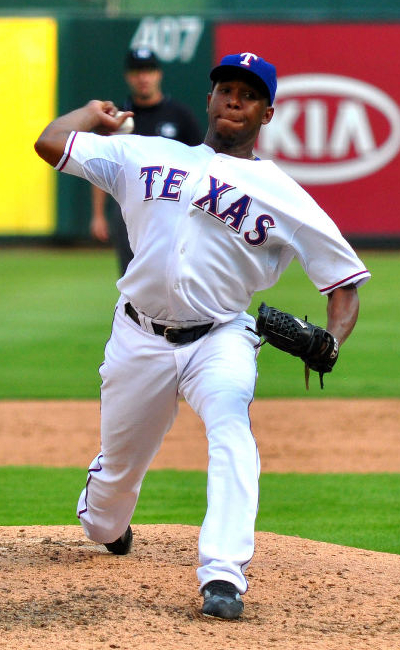
Feliz con i Rangers nel 2009

Feliz debuttò nella MLB il 3 agosto 2009, all'Coliseum di Oakland contro gli Oakland Athletics, ottenendo 4 strikeout in 2 inning. Concluse la stagione con all'attivo 20 partite disputate nella MLB e 25 nella Tripla-A, di cui 13 da partente.
Nel 2010 divenne il closer della squadra e successivamente venne convocato per l'All-Star Game, anche se non riuscì a scendere in campo. Il 1º settembre 2010, Feliz lanciò una palla a 166.41 km/h, la terza velocità mai registrata nella MLB.
Durante la gara 6 dell'American League Championship Series 2010 contro gli Yankees, Feliz ottenne le ultime tre eliminazioni del nono inning, concedendo ai Rangers di accedere alle World Series per la prima volta nella storia della franchigia. Al termine della stagione venne nominato "Esordiente dell'Anno".
Nel 2012 Feliz divenne lanciatore partente, tuttavia a causa di problemi fisici, giocò in sole 7 partite in questo ruolo (su un totale di 8 partite disputate nella stagione) perché il 21 maggio entrò nella lista degli infortunati e il 1º agosto si sottopose alla Tommy John surgery, terminando in anticipo la stagione. Rientrò verso la fine della stagione 2013, riuscendo a lanciare in 6 partite, tutte come rilievo.
Feliz venne designato per la riassegnazione il 3 luglio 2015 dopo l'ennesimo infortunio e divenne free agent il 9 luglio.

#### Detroit Tigers e Pittsburgh Pirates (2015-2016)
Il 11 luglio 2015, Feliz firmò un contratto di un anno  con i Detroit Tigers, divenendo poi free agent il 2 dicembre.
Il 6 gennaio 2016, Feliz firmò un contratto valido un anno del valore di 3.9 milioni di dollari con i Pittsburgh Pirates. Divenne free agent al termine della stagione.

#### Milwaukee Brewers e Kansas City Royals (2017)
Il 19 febbraio 2017, Feliz firmò con i Milwaukee Brewers, che lo designarono per la riassegnazione il 14 giugno e lo svincolarono il 19 giugno.
Il 22 giugno, firmò con i Kansas City Royals, da cui venne svincolato il 1º settembre.

#### Arizona Diamondbacks (2018)
Il 28 gennaio 2018, Feliz firmò un contratto di minor league con gli Arizona Diamondbacks, con cui giocò per l'intera stagione nella minor league. Divenne free agent a stagione conclusa. 

#### Campionato invernale dominicano e ritorno nella MLB
Dopo aver preso parte dal 2018 al 2020 al campionato invernale dominicano, Feliz firmò il 17 dicembre 2020, un contratto di minor league con i Philadelphia Phillies. Il 28 giugno 2021, tornò ad essere schierato nella MLB dopo quasi quattro anni di assenza. Tuttavia dopo aver disputato due partite, venne designato per la riassegnazione il 1º luglio e divenne free agent il 3 luglio. Il 5 luglio firmò un contratto di minor league con i Los Angeles Dodgers con cui disputò altri tre incontri nella MLB. Chiuse la stagione con 5 partite disputate nella MLB (per un totale di 4.0 inning) e 35 disputate complessivamente nella Tripla-A. Divenne free agent il 14 ottobre.

## Nazionale
Feliz venne convocato dalla nazionale dominicana per l'edizione 2019 del WBSC Premier12.

## Palmarès

### Individuale
- Esordiente dell'anno dell'American League - 2010
- MLB All-Star: 1

2010
- Esordiente del mese dell'American League: 1

settembre 2010